# Чурешть (Галац)
Чурешть, Чурешті (рум. Ciurești) — село у повіті Галац в Румунії. Входить до складу комуни Белешешть.
Село розташоване на відстані 218 км на північний схід від Бухареста, 78 км на північний захід від Галаца, 119 км на південь від Ясс.

## Населення
За даними перепису населення 2002 року у селі проживали 474 особи, усі — румуни. Усі жителі села рідною мовою назвали румунську.